# ديفي كروكيت

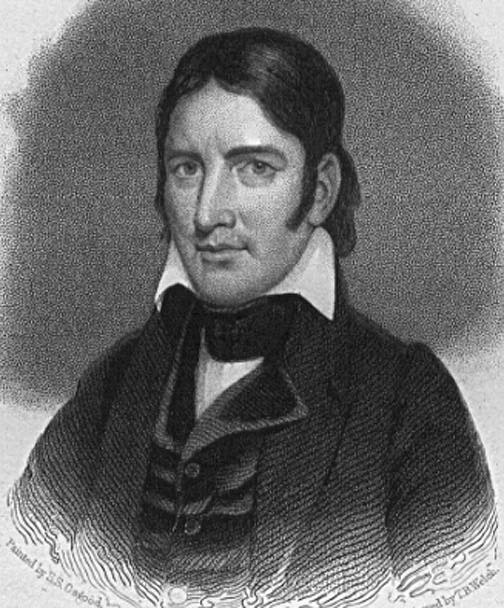
ديفي كروكيت

ديفي كروكيت (بالإنجليزية: Davy Crockett) (1786 – 1836) هو بطل شعبي أمريكي من سكان الحدود. ولد في مقاطعة غرين في تينيسي يوم 17 أغسطس 1786 وتعلم في غابات تينيسي، واكتسب منها سمعته كصياد وصناع فخاخ ورامي. وشارك في حرب الكريك بين الأعوام 1813 – 1814 تحت إمرة أندرو جاكسون، وأصبح لاحقا عقيدا في ميليشيا تينيسي.
بين أعوام 1821 – 1824 أصبح عضوا في المجلس التشريعي للولاية حيث ربح الانتخابات برواية القصص لا بالخطابات السياسية، وفي عام 1827 انتخب في مجلس النواب كديمقراطي داعم لجاكسون وانتخب مجددا عام 1829. وفي واشنطن جعلتع صفاته كنفاذ بصيرته وعاداته الغريبة وذكائه المميز منه شخصية لافتة، وكان يتمتع باستقلالية ولم يدعم قوانين جاكسون، ومنها معارضته لسياسة الرئيس مع الهنود، وهو ما أدى إلى أن يؤلب الإدارة ضده فهزم في انتخابات النواب عام 1831.
ترشح كروكيت وانتخب مرة أخرى عام 1833 لكنه خسر مقعده بعد سنتين، حيث أصبح معارضا كبيرا للعديد من الإجراءات التي أقرها جاكسون، فأصيب بالإحباط وهاجر إلى تكساس حيث دخل في صراع الولاية المكسيكية من أجل الاستقلال، وفقد حياته مع باقي المدافعين عن حصن ألامو في سان أنطونيو بأمر من الجنرال المكسيكي سانتا أنا وكان ذلك بتاريخ 6 مارس 1836 وكان عمره وقتها 49 عاما.
هناك سيرة ذاتية مزعومة له والتي اشرف عليها أو رخص لكتابها، ونشرت في فيلادلفيا عام 1834 وهناك عمل يزعم أنه استمرار لسيرته الذاتية ويسمى "أعمال ومغامرات العقيد كروكيت في تكساس"، وكان قد نشر في فيلادلفيا عام 1836، ولكنها زائفة دون شك. وهذان العملان جمعا لاحقا في مجلد واحد والذي جرت عليه العديد من التعديلات وهناك العديد من السير كتبت عنه وأشهرها كان بقلم إدوارد إليس (صدرت في فيلادلفيا عام 1884).

## روابط خارجية
- ديفي كروكيت على موقع الموسوعة البريطانية (الإنجليزية)
- ديفي كروكيت على موقع إن إن دي بي (الإنجليزية)